# Drexel Motor Corporation
Drexel Motor Corporation, hervorgegangen aus der Drexel Motor Car Corporation, war ein US-amerikanischer Hersteller von Automobilen.

## Unternehmensgeschichte

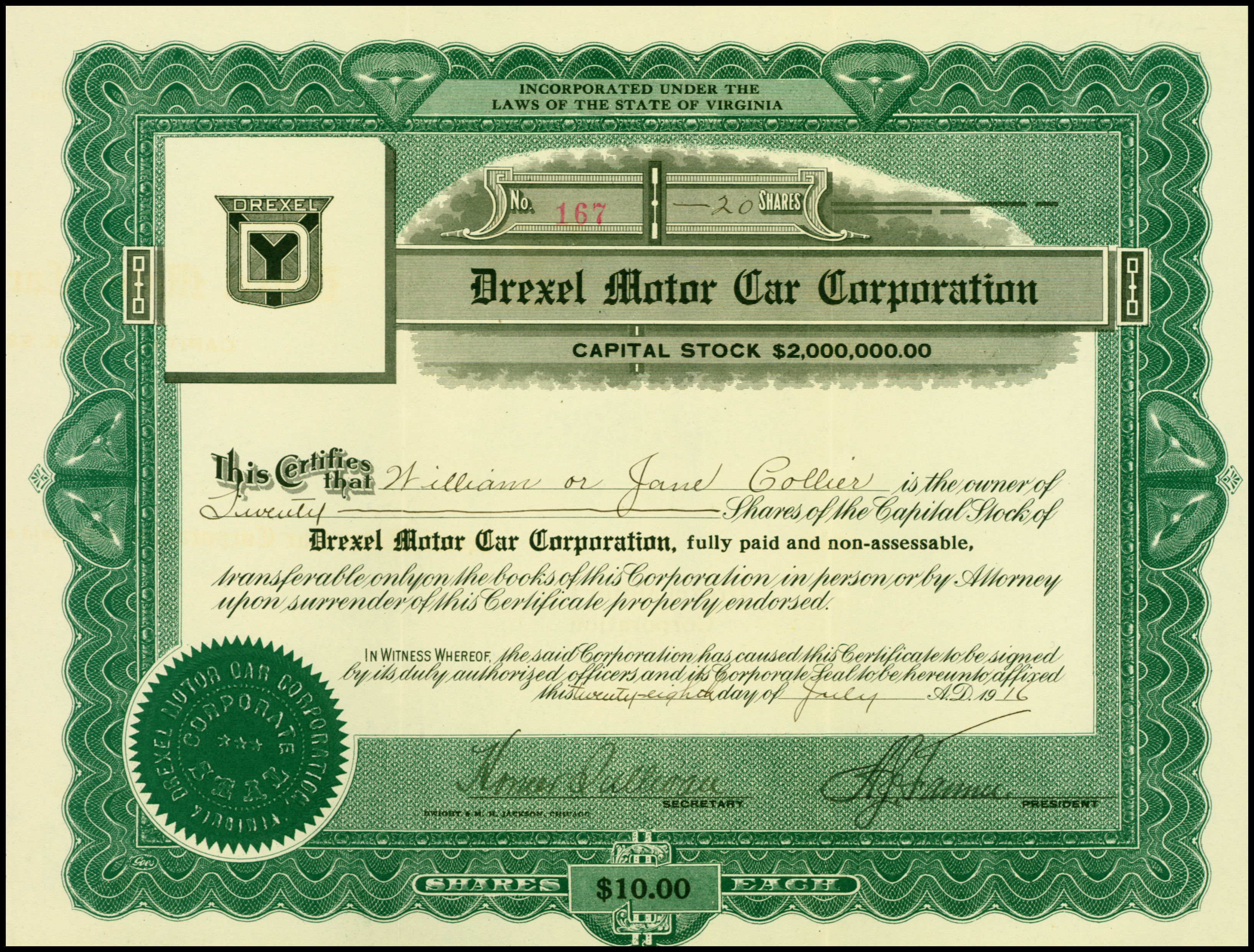
Aktie der Drexel Motor Car Corporation vom 28. Juli 1916

Albert J. Farmer gründete 1916 die Drexel Motor Car Corporation als Nachfolger der Farmack Motor Car Company. Der Sitz war in Chicago in Detroit. Er setzte die Produktion von Automobilen fort, die als Drexel vermarktet wurden. Farmer war Techniker, aber kein guter Geschäftsmann. Im Frühjahr 1917 sollte Farmer zurücktreten, allerdings hielt er Patente an seinen Motoren. Dazu kam der Ausfall von zwei Banken, die stark in das Unternehmen investiert hatten. Im Sommer 1917 folgte der Bankrott
Harry B. Staver, der vorher die Staver Motor Company leitete, wurde zum Insolvenzverwalter bestimmt. Die Reorganisation führte zur Drexel Motor Corporation. Albert Drexel verließ das Unternehmen. Nun entstanden nur noch Prototypen. Im Oktober wurde alles versteigert.

## Fahrzeuge
Zwei Modelle von 1916 hatten einen Vierzylindermotor mit DOHC-Ventilsteuerung und Vierventiltechnik, was zu der damaligen Zeit ungewöhnlich war. Er leistete 63 PS. Das Fahrgestell hatte 300 cm Radstand. Das Model 4-60 war als Club-Roadster mit vier Sitzen karosseriert und möglicherweise das schnellste Fahrzeug aus Chicagoer Produktion. Das Model 7-60 war ein siebensitziger Tourenwagen.
Das Model 5-40 von 1916 hatte ebenfalls einen Vierzylindermotor, aber mit einfacher OHC-Ventilsteuerung, und 41 PS Leistung. Der Radstand betrug 284 cm. Einzige Karosserieform war ein Tourenwagen.
1917 stand das Model R-30/35 im Sortiment. Der Vierzylindermotor leistete 35 PS. Auf einem Fahrgestell mit 284 cm Radstand waren fünfsitzige Tourenwagen und zweisitzige Roadster erhältlich.
Die Prototypen der neuen Gesellschaft hatten einen V8-Motor, der Ferro genannt wurde.

## Modellübersicht
| Jahr | Modell        | Zylinder | Leistung (PS) | Radstand (cm) | Aufbau                                  |
| ---- | ------------- | -------- | ------------- | ------------- | --------------------------------------- |
| 1916 | Model 4-60    | 4        | 63            | 300           | Club                                    |
| 1916 | Model 5-40    | 4        | 41            | 284           | Tourenwagen                             |
| 1916 | Model 7-60    | 4        | 63            | 300           | Tourenwagen                             |
| 1917 | Model R-30/35 | 4        | 35            | 284           | Tourenwagen 5-sitzig, Roadster 2-sitzig |